# 추바시어
추바시어(추바시어: Чӑвашла Çăvašla)는 우랄산맥의 서쪽에 위치한 러시아 추바시 공화국과 주변 지역에서 쓰이는 투르크어족의 언어이다. 추바시어의 어휘는 다른 튀르크어와 비교할 때 크게 다르며, 고대에 나머지 언어들과 일찍이 갈라진 오구르어파의 유일한 말예인 것으로 여겨진다. 추바시인의 모어이며, 2020년 기준 약 1백만 명의 민족 인구 중 74만 명이 추바시어를 모어로 사용한다. 추바시 공화국의 공용어이며, 주변 지역에 사는 일부 추바시인들도 사용한다.
오늘날 표기에는 키릴 문자를 사용하고 있는데, 러시아어 문자 체계에서 쓰이는 모든 문자에 4개의 문자(Ӑӑ, Ӗӗ, Ҫҫ, Ӳӳ)를 추가해서 사용한다.

## 역사
추바시어는 현존하는 튀르크어족의 언어 중 가장 이질적이다. 다른 튀르크 언어들은 분파마다 정도가 다르더라도 서로 부분적인 이해가 가능하나, 추바시어는 다른 모든 튀르크어 화자들에게 있어 대부분의 어휘가 이해 불가능하다. 추바시어는 오래 전에 멸종한 불가르어와 함께 튀르크어족의 오구르어파에 속하거나, 같은 의미로 "서부 고대 튀르크어"의 유일한 후손 언어로 분류된다. 오구르어족(불가르어와 아마도 하자르어)에서 추바시어를 제외한 소속 언어들에 대해서는 남아있는 문헌 기록이 부족하기 때문에 이 분파 내에서 추바시어의 정확한 위치는 비정할 수 없다.
추바시어는 나머지 튀르크어와 문법적으로는 유사하지만 심한 발음 변화(다른 튀르크어족 언어와 일치시키기 어려움)로 인해 일부 학자들은 추바시어가 튀르크조어에서 유래한 것이 아니라 튀르크조어와 같은 시기에 사용되던 다른 조어에서 유래했다고 보기도 한다. 이 경우 추바시어와 나머지 튀르크어는 일반적 의미의 튀르크어족보다 더 상위의 분류 하에 묶어야 한다. 크게 2가지의 중대한 음운 변화가 있는데 하나는 공통 튀르크어의 z가 추바시어의 r에 대응되는 것이고 또 하나는 공통 튀르크어의 š가 추바시어의 l에 대응되는 것이다.

## 문자
| A, a | Ӑ, ӑ | Б б | В в | Г г | Д д | Е е | Ё ё |
| Ĕ ĕ  | Ж ж  | З з | И и | Й й | К к | Л л | М м |
| Н н  | О о  | П п | Р р | С с | Ҫ ç | Т т | У у |
| Ӳ ӳ  | Ф ф  | Х х | Ц ц | Ч ч | Ш ш | Щ щ | Ъ ъ |
| Ы ы  | Ь ь  | Э э | Ю ю | Я я |     |     |     |

## 어휘
추바시어는 다른 튀르크어와 사촌지간되는 언어이나, 여러 가지 영향으로 인해 다른 튀르크어와는 거의 의사소통이 되지 않는다. 가장 먼저 튀르크어에서 갈라져 나온 언어이기 때문이다.
어휘면에서 보면 오우즈어의 z, ş, (어중•어말에 오는)t, y이 각각 r(р), l(л), ç(ч), ş(ç/ш)로 변음되어 다르게 표기된다. (어중•어말에 오는) 몇몇 к이 х로 바뀌는 것을 특징으로 들고는 하나 이는 오구르어만의 특징은 아니다. 오우즈어와 오구르어의 이름을 보면 알 수 있듯 oğu까지는 똑같으나 뒤의 자음 하나만 다른데, 이는 위의 규칙에 따라 변화된 것으로 원래 같은 어원에서 나온 이름임을 알 수 있다.
아래는 수사(數詞)의 예시이다.
- 1 –  pĕrre (пӗрре)
- 2 –  ikkĕ (иккӗ)
- 3 –  wişşĕ (виҫҫӗ)
- 4 –  tăwattă (тӑваттӑ)
- 5 –  pillĕk (пиллӗк)
- 6 –  ulttă (улттӑ)
- 7 –  şiççĕ (ҫиччӗ)
- 8 –  sakkăr (саккӑр)
- 9 –  tăhhăr (тӑххӑр)
- 10 – wunnă (вуннӑ)
- 20 – şirĕm (ҫирӗм)
- 30 – wătăr (вӑтӑр)
- 40 – hĕrĕh (хӗрӗх)
- 50 – allă (аллӑ)
- 60 – utmăl (утмӑл)
- 70 – şitmĕl (ҫитмӗл)
- 80 – sakăr wunnă (сакӑр вуннӑ)
- 90 – tăhăr wunnă (тӑхӑр вуннӑ)
- 100 – şĕr (ҫĕр)
- 1000 – pin (пин)

## 같이 보기
- 불가르어
- 키릴 문자
- 튀르크어족